# 近未來通信クイーンズオープンゴルフトーナメント
近未來通信クイーンズオープンゴルフトーナメント（きんみらいつうしんクイーンズオープンゴルフトーナメント）は、日本女子プロゴルフ協会公認の女子プロゴルフトーナメントとして2006年3月17日から19日までの3日間、鹿児島県姶良市蒲生町にある鹿児島高牧カントリークラブで開催された。
大会の名称通り近未來通信の主催、同社の関連会社である近未來ビデオコムの協賛により開催されたが、同年秋、近未來通信の社長を始めとする幹部による巨額詐欺事件が発覚（詳細は近未來通信の記事を参照）。主催者である近未來通信自体が同年12月20日に破産手続きの開始を決定したために2007年以降の大会開催が困難となり、一回限りで終了した。
2006年実績、賞金総額7000万円、優勝賞金1260万円。

## テレビ中継
テレビ中継は地元の南日本放送（MBC）の制作で3月18日の2日目はMBCのローカルネット、3月19日の最終日はTBS系列での録画放送だったが、キー局のTBSや北海道放送（HBC）などネットしなかった局があった他、この日は同系列で2006ワールド・ベースボール・クラシック準決勝・日本対韓国の中継と重なったため制作局のMBCなど一部の地域では野球中継を途中で打ち切り、この大会の模様を中継（WBC準決勝の模様は画面下に小画面で表示）した。また青森テレビ（ATV）などのように予め深夜に放送枠を確保していた局も存在するなど局によって対応が異なったが、BSデジタル放送のBS-iでも中継したため、実質的に全国で視聴可能な状態だった。

## 大会最終成績
| 順位    | 選手名     | 国名 | スコア |
| ------- | ---------- | ---- | ------ |
| 優勝    | 飯島茜     | 日本 | -5     |
| 2位     | 茂木宏美   | 日本 | -3     |
| 3位     | 大塚有理子 | 日本 | -2     |
| 4位     | 藤井かすみ | 日本 | -1     |
| 5位タイ | 李定垠     | 韓国 | EVEN   |
| 5位タイ | 肥後かおり | 日本 | EVEN   |
| 7位タイ | 塩谷育代   | 日本 | +1     |
| 7位タイ | 全美貞     | 韓国 | +1     |
| 7位タイ | 横峯さくら | 日本 | +1     |
| 10位    | 服部道子   | 日本 | +2     |